# 印紙税法
印紙税法（いんしぜいほう、昭和42年5月31日法律第23号）は、印紙税の課税物件、納税義務者、課税標準、税率、納付および申告の手続その他印紙税の納税義務の履行に関する日本の法律である。
1899年に制定された印紙税法（明治32年法律第54号）が、1967年（昭和42年）に全部改正されたものである。

## 構成
- 第一章　総則（第1条 ― 第6条）
- 第二章　課税標準及び税率（第7条）
- 第三章　納付、申告及び還付等（第8条 ― 第14条）
- 第四章　雑則（第15条 ― 第20条）
- 第五章　罰則（第21条 ― 第24条）
- 附則